# Cauchyjeva jednadžba gibanja
U mehanici kontinuuma Cauchyjeva jednadžba gibanja vektorska je parcijalna diferencijalna jednadžba koju je postavio francuski matematičar Augustin-Louis Cauchy, a koja opisuje nerelativistički prijenos količine gibanja u bilo kojem kontinuumu.
Iz Cauchyjeve jednadžbe gibanja se uz pripadajuće konstitutivne jednadžbe izvode jednadžbe linearne elastičnosti, odnosno: 
- Navier-Cauchyjeve jednadžbe

te jednadžbe dinamike fluida, odnosno:
- Navier-Stokesove jednadžbe.

## Definicija
U konvektivnom (ili Lagrangeovom) obliku Cauchyjeva jednadžba momenta je sljedeća jednadžba:
{\displaystyle {\frac {\mathrm {D} \mathbf {u} }{\mathrm {D} t}}={\frac {1}{\rho }}\nabla \cdot {\boldsymbol {\sigma }}+\mathbf {g} }
Lijeva strana tu predstavlja materijalnu derivaciju vektora brzine {\displaystyle \mathbf {u} }, {\displaystyle \rho } predstavlja gustoću fluida,{\displaystyle \nabla } je Hamiltonov operator, {\displaystyle {\boldsymbol {\sigma }}} je Cauchyev tenzor naprezanja, a {\displaystyle \mathbf {g} } gravitacijsko ubrzanje. 
Materijalna derivacija je nelinearni operator i definira se kao 
{\displaystyle {\frac {D}{Dt}}\ {\stackrel {\mathrm {def} }{=}}\ {\frac {\partial }{\partial t}}+\mathbf {u} \cdot \nabla }

## Izvod jednadžbe
Kao temeljnu jednadžbu može se uzeti zakon očuvanja količine gibanja ili drugi Newtonov zakon.
Ovdje će se krenuti od drugog Newtonovog zakona:
{\displaystyle {\frac {d\mathbf {p} }{dt}}=\sum _{i}\mathbf {F} _{i}}
gdje je {\displaystyle \mathbf {p} } količina gibanja.
Za diferencijalni element količina gibanja iznosi:
{\displaystyle \mathbf {p} =\rho \,\mathbf {u} \,dV\quad \Rightarrow \quad {\frac {d\mathbf {p} }{dt}}=\rho \,{\frac {D\mathbf {u} }{Dt}}\,dV}
Ukupna sila koja djeluje na element sastoji se od površinskih sila (zbog naprezanja) i masenih sila (npr. gravitacija):
{\displaystyle \mathbf {F} =\underbrace {(\nabla \cdot {\boldsymbol {\sigma }})\,dV} _{\text{površinska sila}}+\underbrace {\rho \,\mathbf {f} \,dV} _{\text{masena sila}}}
gdje {\displaystyle dV} predstavlja diferencijal volumena.
Uvrštavanjem u drugi Newtonov zakon i dijeljenjem s {\displaystyle dV}, dobiva se Cauchyjeva jednadžba gibanja:
{\displaystyle \rho \,{\frac {D\mathbf {u} }{Dt}}=\nabla \cdot {\boldsymbol {\sigma }}+\rho \,\mathbf {f} }